# Sterren 24

Logo van Sterren 24

Sterren 24 was een van de digitale themakanalen van de NPO verzorgd door de TROS. Sterren 24 zond 24 uur per dag Nederlandse muziek uit. Dit digitale themakanaal was te ontvangen op de televisie of te zien op internet. Sinds 2010 is er ook een radiozender NPO Sterren NL.